# Diodato
Diodato (né Antonio Diodato), né à Aoste le 30 août 1981, est un auteur-compositeur-interprète italien.  

## Biographie
Diodato, de son vrai nom Antonio Diodato, est né le 30 août 1981 à Aoste d'une famille originaire de Tarente dans les Pouilles. Artistiquement, il s'est formé à Rome et a enregistré son premier album en 2013 et sorti deux albums studio, E forse sono pazzo (LeNarcisse / Goodfellas) et A ritrovar bellezza (LeNarcisse / RCA / SonyMusic). Il présente la chanson Babilonia au festival de musique de Sanremo 2014 dans la catégorie « Nouvelles propositions » et remporte les MTV Italian Music Awards de la meilleure nouvelle génération, le Deezer Band Of The Year Award et le Fabrizio de André Award. En 2018 il retourne à Sanremo, cette fois dans la catégorie principale, avec la chanson Adesso, présentée en duo avec le trompettiste Roy Paci et classée en huitième position.
Le 9 février 2020 il remporte le Sanremo Music Festival 2020 avec la chanson Fai rumore et se sélectionne pour représenter l'Italie au concours Eurovision de la chanson 2020. Il a non seulement remporté le concours principal, mais a également obtenu le prix de la critique, le prix de la presse et le Premio Lunezia pour le meilleur texte. Suite de la pandémie de COVID-19, le concours Eurovision de la chanson 2020 est annulé.

## Discographie

### Albums
| Titre                 | Détails                                                                                    |
| --------------------- | ------------------------------------------------------------------------------------------ |
| E forse sono pazzo    | - Sortie : avril 2013 - Format : Téléchargement numérique - Label : Le Narcisse            |
| A ritrovar bellezza   | - Sortie : 29 octobre 2014 - Format : Téléchargement numérique - Label : Le Narcisse       |
| Cosa siamo diventati  | - Sortie : 27 janvier 2017 - Format : Téléchargement numérique - Label : Carosello Records |
| Che vita meravigliosa | - Sortie : 14 février 2020 - Format : Téléchargement numérique - Label : Carosello Records |

### Simple
| Titre                   | Année | Album                 |
| ----------------------- | ----- | --------------------- |
| Ubriaco                 | 2013  | E forse sono pazzo    |
| Babilonia               | 2014  | Pas de singles        |
| Se solo avessi un altro | 2014  | Pas de singles        |
| Eternità                | 2014  | A ritrovar bellezza   |
| Piove                   | 2015  | A ritrovar bellezza   |
| Mi si scioglie la bocca | 2017  | Cosa siamo diventati  |
| Adesso (avec Roy Paci)  | 2018  | Pas de singles        |
| Essere semplice         | 2018  | Pas de singles        |
| Il commerciante         | 2019  | Che vita meravigliosa |
| Non ti amo più          | 2019  | Che vita meravigliosa |
| Che vita meravigliosa   | 2019  | Che vita meravigliosa |
| Fai rumore              | 2020  | Che vita meravigliosa |